# Luis Cordero Crespo

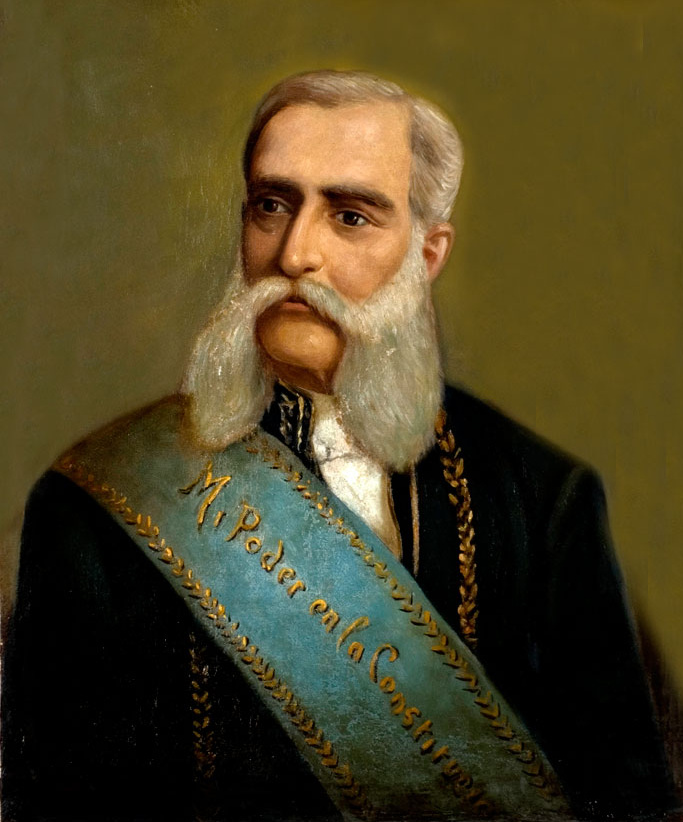
Luis Cordero Crespo

Luis Cordero Crespo (Déleg (provincie Cañar), 6 april 1833 - Cuenca, 20 januari 1912) was een Ecuadoraans politicus.
Luis Cordero Crespo studeerde rechten en bekleedde diverse ambten binnen de rechterlijke macht. Hij werd later in het Nationaal Congres (Ecuadoraans parlement) en in 1867 diende hij het initiatiefvoorstel in om universiteiten te stichten in Cuenca en Guayaquil. 
Als parlementslid ageerde Luis Cordero Crespo tegen de dictatoriale maatregelen van Gabriel García Moreno en diens aanhangers tegen president Jerónimo Carrión y Palacio (1859) en haalde zich daarmee de woede van García Moreno op de hals en hij werd enige tijd verbannen. In 1868 stemde hij als enige parlementslid tegen de verkiezing van José Javier Espinosa tot president.  
Luis Cordero Crespo maakte in 1883 deel uit van de junta die na de val van dictator Mario Iganicio de Veintemilla aan de macht kwam. 
Luis Cordero Crespo werd op 1 juli 1892 als kandidaat van de liberaal-Rooms-katholieke Partido Progressista (Progressieve Partij) tot president van Ecuador gekozen. Hij bleef president tot 16 april 1895.
Na zijn aftreden vestigde hij zich in Cuenca waar hij in 1896 in het huwelijk trad met zijn vriendin Josefina Espinosa Astorga, op wie hij tijdens zijn presidentschap verliefd was geworden. Luis Cordero Crespo werd in 1910 door president José Eloy Alfaro Delgado als speciaal gezant naar Chili gestuurd om aldaar Ecuador te vertegenwoordigen bij de festiviteiten ter gelegenheid van de 100-jarige onafhankelijkheid. Van 1910 tot 1912 was hij rector van de Universiteit van Cuenca.